# Кобильчинська
Кобильчинська, Коболчанка — річка в Україні, у Сокирянському районі Чернівецької області. Права притока Дністра (басейн Чорного моря).

## Опис
Довжина річки приблизно 16,8 км.

## Розташування
Бере початок на північному заході від Гвіздівців. Тече переважно на північний схід через Коболчин і у Василівці впадає у річку Дністер.